# Добродо
Добродо је насеље у Србији у општини Ужице у Златиборском округу. Према попису из 2022. било је 194 становника. Село је познато по томе што се у њему родио народни херој Миодраг Миловановић Луне

## Демографија
У насељу Добродо живи 240 пунолетних становника, а просечна старост становништва износи 47,5 година (45,4 код мушкараца и 49,5 код жена). У насељу има 87 домаћинстава, а просечан број чланова по домаћинству је 3,16.
Ово насеље је великим делом насељено Србима (према попису из 2002. године), а у последња три пописа, примећен је пад у броју становника.
|  |

| Демографија | Демографија | Демографија |
| Година      | Становника  | Становника  |
| ----------- | ----------- | ----------- |
| 1948.       | 518         |             |
| 1953.       | 482         |             |
| 1961.       | 471         |             |
| 1971.       | 431         |             |
| 1981.       | 360         |             |
| 1991.       | 320         | 320         |
| 2002.       | 275         | 288         |

| Етнички састав према попису из 2002.‍ | Етнички састав према попису из 2002.‍ | Етнички састав према попису из 2002.‍ | Етнички састав према попису из 2002.‍ | Етнички састав према попису из 2002.‍ |
| ------------------------------------ | ------------------------------------ | ------------------------------------ | ------------------------------------ | ------------------------------------ |
|                                      |                                      |                                      |                                      |                                      |
| Срби                                 | Срби                                 |                                      | 273                                  | 99,27%                               |
| Македонци                            | Македонци                            |                                      | 1                                    | 0,36%                                |
| непознато                            | непознато                            |                                      | 1                                    | 0,36%                                |

| Година пописа     | 1948. | 1953. | 1961. | 1971. | 1981. | 1991. | 2002. |
| ----------------- | ----- | ----- | ----- | ----- | ----- | ----- | ----- |
| Број домаћинстава | 100   | 99    | 107   | 108   | 99    | 99    | 87    |

| Број чланова      | 1  | 2  | 3  | 4  | 5 | 6  | 7 | 8 | 9 | 10 и више | Просек |
| ----------------- | -- | -- | -- | -- | - | -- | - | - | - | --------- | ------ |
| Број домаћинстава | 18 | 26 | 10 | 12 | 8 | 10 | 1 | 0 | 0 | 2         | 3,16   |

| Пол    | Укупно | Неожењен/Неудата | Ожењен/Удата | Удовац/Удовица | Разведен/Разведена | Непознато |
| ------ | ------ | ---------------- | ------------ | -------------- | ------------------ | --------- |
| Мушки  | 120    | 33               | 82           | 3              | 1                  | 1         |
| Женски | 132    | 22               | 78           | 27             | 5                  | 0         |
| УКУПНО | 252    | 55               | 160          | 30             | 6                  | 1         |

| Пол    | Укупно                    | Пољопривреда, лов и шумарство | Рибарство                            | Вађење руде и камена | Прерађивачка индустрија       |
| ------ | ------------------------- | ----------------------------- | ------------------------------------ | -------------------- | ----------------------------- |
| Мушки  | 78                        | 33                            | 0                                    | 0                    | 25                            |
| Женски | 56                        | 37                            | 0                                    | 0                    | 14                            |
| УКУПНО | 134                       | 70                            | 0                                    | 0                    | 39                            |
| Пол    | Производња и снабдевање   | Грађевинарство                | Трговина                             | Хотели и ресторани   | Саобраћај, складиштење и везе |
| Мушки  | 1                         | 6                             | 7                                    | 0                    | 3                             |
| Женски | 0                         | 1                             | 1                                    | 0                    | 0                             |
| УКУПНО | 1                         | 7                             | 8                                    | 0                    | 3                             |
| Пол    | Финансијско посредовање   | Некретнине                    | Државна управа и одбрана             | Образовање           | Здравствени и социјални рад   |
| Мушки  | 1                         | 0                             | 0                                    | 0                    | 1                             |
| Женски | 0                         | 0                             | 0                                    | 0                    | 2                             |
| УКУПНО | 1                         | 0                             | 0                                    | 0                    | 3                             |
| Пол    | Остале услужне активности | Приватна домаћинства          | Екстериторијалне организације и тела | Непознато            | Непознато                     |
| Мушки  | 1                         | 0                             | 0                                    | 0                    | 0                             |
| Женски | 1                         | 0                             | 0                                    | 0                    | 0                             |
| УКУПНО | 2                         | 0                             | 0                                    | 0                    | 0                             |